# Nadleśnictwo Namysłów
Nadleśnictwo Namysłów – jednostka organizacyjna Lasów Państwowych, w obrębie Regionalnej Dyrekcji Lasów Państwowych w Katowicach. Ma ono powierzchnię 16 948,43 ha.
Największy udział w lasach mają tutaj sosna zwyczajna, olsza czarna oraz dęby. Poza tym w lasach występują brzozy, modrzewie, buki zwyczajne, świerki pospolite, jesiony wyniosłe, jodły pospolite, klony, graby, lipy, topole oraz wierzby.
Na terenie nadleśnictwa zlokalizowane są liczne obszary chronionej przyrody: Stobrawski Park Krajobrazowy (częściowo), rezerwaty przyrody „Komorzno” i „Krzywiczyny”, Obszar Chronionego Krajobrazu Lasy Stobrawsko-Turawskie (częściowo), użytki ekologiczne „Młyńskie Stawy” i „Bagno Młynki”, a także kilkadziesiąt pomników przyrody.